# 20ミヌートス

20 minutosのロゴ

20ミヌートス（べいんみぬーとす、西: 20 minutos）とは、スペインのフリーペーパー（新聞に分類される）。スペイン国内の多くの都市で地方版が発行されており、1999年にマドリードで創業したMultiprensa & Mas S.L.社によって出版されている。
20ミヌートスは、クリエイティブ・コモンズのAttribution-ShareAlikeライセンス(自由に二次的著作物を印刷、配達、陳列、作成し、印刷物を商用利用できる著作権）の下で、出版されている。その上、20ミヌートスの新聞記事は会社のウェブサイトで、ダウンロードする事が出来る。
Multiprensa & Mas S.L.社は、スペインにおけるフリーペーパーの日刊紙を出版する会社のパイオニア的存在でもある。会社の大株主は20 Min Holdingであり、日刊紙の読者はスペインのみならず、スイスやフランスにもいる。20 Min Holdingの大株主はシブステッドである。 
20 Min Holdingの最高経営責任者(CEO)は、スヴェレ・ムンク(1953年生まれ)である。彼は、スタンフォード大学とイェール大学で経済学(Ph.D.)を修めたノルウェーの経済学者でもあり、シブステッドASA社の国際事業本部のエグゼクティブ・バイス・プレジデント（EVP），Multiprensaホールディングス会長を経て、スペインで20ミヌートスを創刊し、Multiprensa & Mas S.L.社のオーナーになり、現在は、20 Min Holdingの会長である。
2009年春には、同紙のウェブサイト上で「美しすぎる世界の女性政治家65人」の人気投票が行われ、4月19日に発表された最終結果で、日本から唯一エントリーされていた藤川優里（青森県八戸市議会議員）が146,359票を獲得し、2位に18,000票余りの大差をつけて、「世界一美しい女性政治家」の座に輝いた。